# Konewo (obwód Razgrad)
Konewo (bułg. Конево) – wieś w Bułgarii, w obwodzie Razgrad, w gminie Isperich. W 2023 roku liczyła 85 mieszkańców.